# Papoušci
Papoušci (Psittaciformes) jsou vývojově starý řád hlučných a pestrých ptáků, jejichž domovem jsou převážně tropické oblasti světa – Austrálie, Tichomoří, Jižní a Střední Amerika. Na jižní polokouli jejich rozšíření sahá až k Ohňové zemi v Patagonii a na Nový Zéland. V eocénu obývali i Evropu, v současnosti se některé druhy v Evropě šíří jako invazní. U některých druhů papoušků se jistými změnami v genomu vyvinula dlouhověkost a zároveň i vysoká inteligence. Nejstarší zástupce této skupiny známe podle objevů fosilií z období paleogénu (starších třetihor), z doby před více než 45 miliony let.
Je to ucelený řád ptáků zahrnující 324 druhů. 

## Charakteristika řádu
Papoušci jsou druhově vyhraněnou skupinou s řadou charakteristických znaků.

### Popis
Zobák papoušků je neobyčejně silný, dokáží jím překousnout i dráty. Mají vysoký hákovitě zahnutý zobák, jehož horní čelist výrazně přesahuje spodní. Horní čelist není pevně srostlá s lebkou, může se pohybovat nahoru a dolů, spodní čelist se pohybuje i do stran. Jazyk papoušků je velmi pohyblivý, masivní, svalnatý a s chuťovými buňkami, někdy má na špičce dokonce jamku, která slouží jakožto lžička např. k vybíraní semen z lahvovitých plodů, nebo jakýsi kartáček ke sbírání nektaru z květů (loriové). Embrya papoušků před vylíhnutím vykazují na zobáčku ostré výstupky, popisované jako nepravé zuby (pseudozuby).
Zobák je spolu s jazykem všestranně důmyslným nástrojem, uzpůsobeným k louskání semen a pojídání plodů a k přidržování na větvích.
Noha papoušků je samostatným nástrojem. Běhák je krátký, značně otáčivý, dva prsty směřují dopředu a dva dozadu (zygodaktylní noha), noha je tak dokonale stavěna ke šplhání po větvích i k uchopení potravy a jejímu podání do zobáku, což je opět v ptačí říši ojedinělé.
Většinou velmi pestré opeření je udržováno v dobrém stavu prachovým pudrem, který se vytváří v pudrotvorném peří. Papoušci mají jen velmi slabě vyvinutou kostrční žlázu, a tak si peří nemastí tukem.
Jsou to dlouhověcí ptáci, větší papoušci se mohou dožít velmi vysokého věku. Andulka žije 12–15 let, korela 20 let, amazoňan portorický 82 let, kakadu žlutočečelatý až 120 let. Délka života je samozřejmě závislá na úrovni chovatelské péče.
Největším druhem papouška byl Heracles inexpectatus, obří druh, žijící na území Nového Zélandu v období raného miocénu (asi před 19 miliony let). Na výšku měřil podle odhadů zhruba 1 metr a vážil kolem 7 kilogramů.

### Potrava
Potrava je vesměs rostlinného původu, i když sbírají také hmyz a žížaly zvláště v období krmení mláďat.

### Rozmnožování
Páry jsou velmi často celoživotní, partneři k sobě vysloveně lnou a s projevy náklonnosti lze u nich pozorovat po celý rok. Ptáci si vzájemně probírají peří, dotýkají se zobáky a krmí se. Mimo dobu hnízdění žijí sociálně a sdružují se do obrovských hejn.
Téměř všichni hnízdí v dutinách stromů a snášejí 2–5 (malé druhy až 8) bílých vajec. Krmivá mláďata se líhnou holá a slepá, rodiče je krmí kaší z volete až do vylétnutí z hnízda a i několik týdnů po tom, co mláďata hnízdo opustí.

### Inteligence
Papoušci jsou (vedle některých krkavcovitých) nejinteligentnější ptáci, mají ze všech ptáků nejvíce vyvinutý koncový mozek. Mají schopnost věrně napodobovat nejrůznější zvuky včetně lidských slov, nemluví však s citovým zabarvením. Někteří papoušci dokážou zapískat i celé písně, jiní napodobují hlas zvířat, pláčou, smějí se, kašlou apod.

## Chov papoušků
Papoušci jsou nejznámější a nejoblíbenější skupinou exotických ptáků chovaných pro okrasu a potěšení, je to způsobeno jednak jejich pestrým zbarvením a přítulností, ale zvláštními znaky chování. Jedná se o ucelený řád, historie chovu papoušků sahá až do dob Alexandra Makedonského, který patrně dovezl ochočené papoušky do Evropy z Asie.
V dnešní době tvoří obchod s papoušky celosvětově největší objem obchodu se zvířaty, což znamená pro mnohé druhy nebezpečí vyhubení. I přes přísnou ochranu se odhaduje, že se ročně odchytí pro komerční účely více než 10 miliónů papoušků.
Všechny druhy papoušků kromě andulky, korely a alexandra malého jsou zařazeny v příloze CITES 1 nebo CITES 2.

## Třídění
Na základě IOC World Bird List version 9.2
Řád papoušci (Psittaciformes)
- čeleď kakapovití (Strigopidae)
  - rod Strigops – jediný druh kakapo soví
- čeleď nestorovití (Nestoridae)
- čeleď kakaduovití (Cacatuidae)
- čeleď papouškovití (Psittacidae)
- čeleď alexandrovití (Psittaculidae)
- čeleď Psittrichasiidae